# Diemen (Motorradhersteller)
Diemen war ein spanischer Kraftradhersteller der 1950er und 1960er Jahre mit Sitz in Elche, Provinz Alicante.
Der Markenname ist ein Silbenwort aus Namensbestandteilen des Gründers Diego Mendiola. Das Logo der Marke zeigte die Dama de Elche.
Diego Mendiola baute von 1950 bis 1955 Motorfahrräder des Typs Cucciolo 60 T3 mit „Cucciolo“-60-cm³–Hilfsmotoren von Ducati (59,57 cm³). Ein Exemplar befindet sich im Museo Vehículos Históricos Valle de Guadalest in Guadalest.
1960 baute er unter Lizenz von Elig 29 und 1961 weitere 18 Motorräder unter seiner Marke. Die 4-Gang-Getriebe stammten vom schottischen Hersteller Albion Motors. Das Modell hatte 14-Zoll-Felgen mit relativ dicken Reifen. Der 125-cm³-Zweitaktmotor kam aus dem Hause Hispano Villiers (Motortyp 12D). Ein Motorrad dieses Typs ist im Museo Balboa de Motos Clásicas von Manuel Balboa Morillas in Alicante.